# 黄花鸢尾
黄花鸢尾（学名：Iris wilsonii）是鸢尾科鸢尾属的植物，为中国的特有植物。分布于中国大陆的四川、云南、甘肃、湖北、陕西等地，生长于海拔1,200米至4,400米的地区，一般生于山坡草地、林缘草地或河旁沟边的湿地，目前尚未由人工引种栽培。